# Richard Baawobr

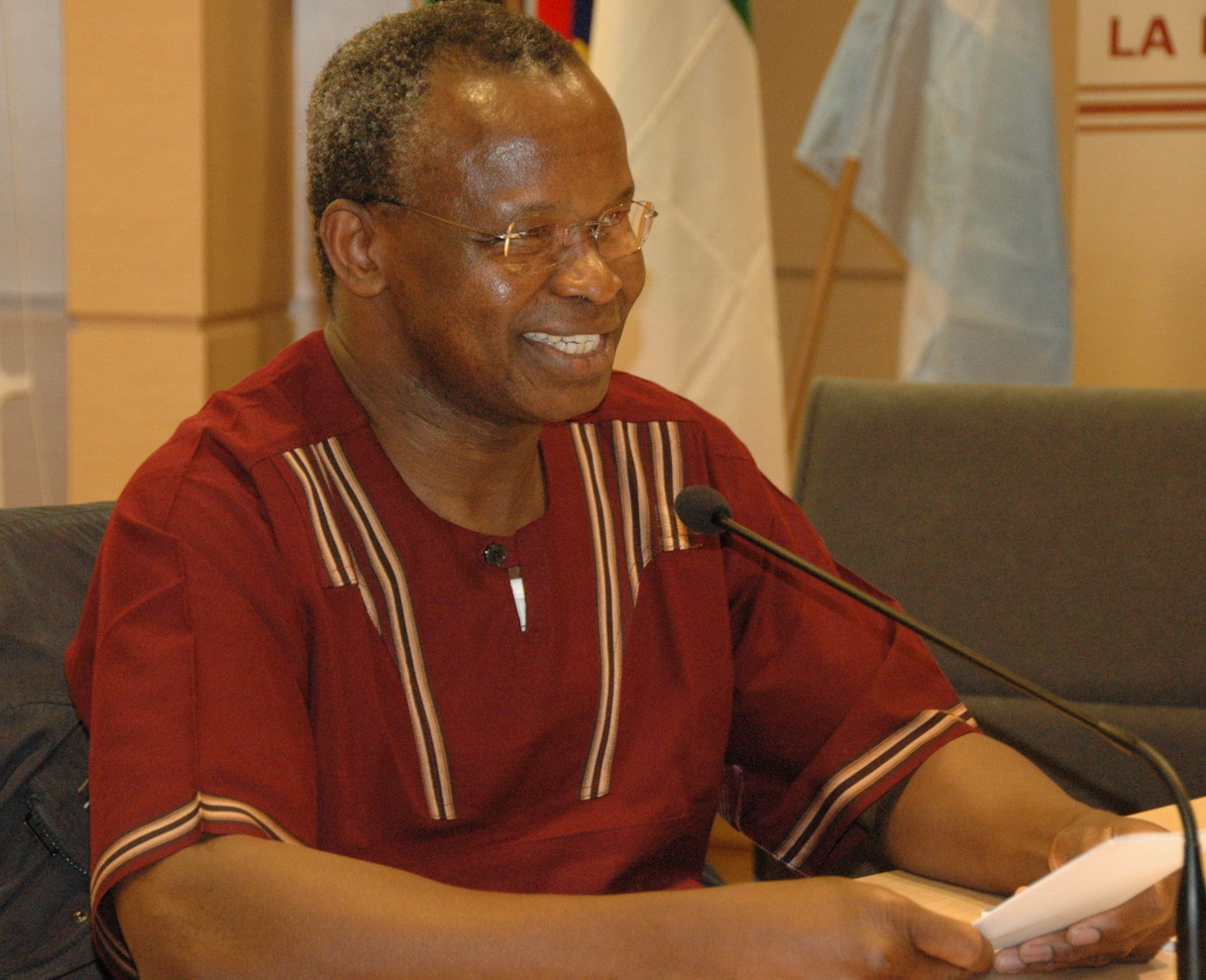
Richard Baawobr (2011)

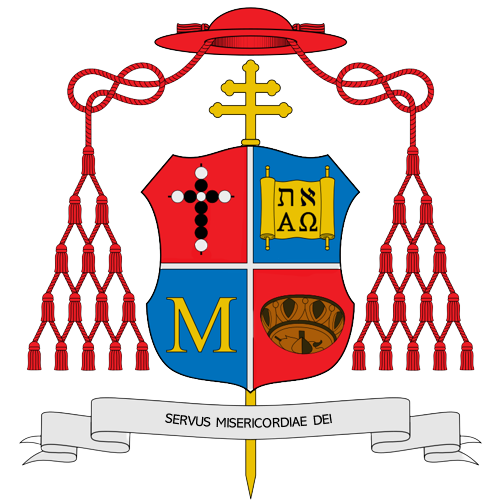
Kardinalswappen

Richard Kuuia Kardinal Baawobr MAfr (* 21. Juni 1959 in Nandom, Lawra District, Ghana; † 27. November 2022 in Rom) war ein ghanaischer Ordensgeistlicher, Generaloberer der Weißen Väter und römisch-katholischer Bischof von Wa.

## Leben
Richard Baawobr trat 1979 der Ordensgemeinschaft der Gesellschaft der Missionare von Afrika (Weiße Väter) bei und studierte Philosophie am Saint Victor’s Seminary in Tamale. Nach seinem Noviziat im schweizerischen Freiburg im Üechtland von 1981 bis 1982 studierte er Theologie am Missionsinstitut des Ordens in Totteridge bei London. Am 5. Dezember 1986 legte er den Missionseid ab und am 18. Juli 1987 empfing er die Priesterweihe in Ko (Bistum Wa) in Ghana. Nach Tätigkeit als Missionar in Livulu im Erzbistum Kinshasa im Kongo studierte er ab 1991 Biblische Exegese in Rom und absolvierte eine Ausbildung in Ignatianischer Spiritualität in Le Châtelard bei Lyon, einem Ausbildungszentrum der Jesuiten. Von 1996 bis 1999 war Richard Baawobr Novizenmeister des Noviziats in Kahangala, Tansania. 1999 wurde er Leiter der Ausbildung am Ordensseminar in Toulouse. 2004 wurde er vom Institut catholique de Toulouse mit einer bibelwissenschaftlichen Dissertation zum Lukasevangelium zum Dr. theol. promoviert. Er war Delegat der französischen Ordensprovinz im Generalkapitel 2004 und wurde dort zum Generalassistenten des Ordens gewählt.
Das Generalkapitel der „Gesellschaft der Missionare von Afrika“ wählte Richard Baawobr am 31. Mai 2010 in Rom im dritten Wahlgang (bei Zwei-Drittel-Mehrheit) in Nachfolge von Gérard Chabanon zum neuen Generaloberen. Baawobr ist der erste Afrikaner in diesem Amt.
Er war von 2010 bis 2016 Kanzler des Päpstlichen Instituts für Arabische und Islamische Studien (PISAI) in Rom.
Am 17. Februar 2016 ernannte ihn Papst Franziskus zum Bischof von Wa. Die Bischofsweihe spendete ihm am 7. Mai desselben Jahres der Präsident des Päpstlichen Rates für Gerechtigkeit und Frieden Erzbischof Peter Kodwo Appiah Kardinal Turkson; Mitkonsekratoren waren Philip Naameh, Erzbischof von Tamale, und Erzbischof Jean-Marie Speich, Apostolischer Nuntius in Ghana.
Am 4. Juli 2020 ernannte ihn Papst Franziskus zum Mitglied des Päpstlichen Rates zur Förderung der Einheit der Christen (seit 2022: Dikasterium zur Förderung der Einheit der Christen). Am 1. August 2022 wurde er zum Präsidenten des Symposium der Bischofskonferenzen von Afrika und Madagaskar (SECAM) gewählt.
Im Konsistorium vom 27. August 2022 nahm ihn Papst Franziskus als Kardinalpriester mit der Titelkirche Santa Maria Immacolata di Lourdes a Boccea in das Kardinalskollegium auf. Am Konsistorium selbst konnte er nicht teilnehmen, weil er am Vortag – wie der Papst am Ende seiner Predigt sagte – nach seiner Ankunft in Rom wegen Herzproblemen stationär im Santo Spirito Hospital behandelt werden musste.
Richard Baawobr starb auf den Tag genau drei Monate nach seiner Kardinalskreierung am 27. November 2022 im Alter von 63 Jahren in der römischen Gemelli-Klinik, wo er sich im September einer Herzoperation unterzogen hatte.

## Schriften
- Quand Jésus prend la parole. Identité du maître et naissance du disciple en Luc 4, 16–30. Thèse de doctorat, Institut catholique de Toulouse 2004.